# نوريا أوليفر
نوريا أوليفر (بالإسبانية: Nuria Oliver) هي مديرة وعَالِمَة حاسوب إسبانية، ولدت في 1970 في أليكانتي في إسبانيا.

## وصلات خارجية
- الموقع الرسمي